# Scutellaria floridana
Scutellaria floridana là một loài thực vật có hoa trong họ Hoa môi. Loài này được Chapm. miêu tả khoa học đầu tiên năm 1860.